# María de Portugal, duquesa de Parma y de Plasencia
María de Portugal (Lisboa, 12 de agosto de 1538-Parma, 7 de septiembre de 1577) fue la primera hija del infante Eduardo de Portugal, IV duque de Guimarães, y de su esposa, Isabel de Braganza, y nieta por vía paterna del rey Manuel I de Portugal.
María, por nacimiento Infanta de Portugal, llegó a ser duquesa consorte de Parma y Piacenza por su matrimonio con Alejandro Farnesio el 30 de noviembre de 1565. De ese matrimonio nacieron:
- Margarita Farnesio (1567-1643), casada con Vicente I Gonzaga.
- Ranuccio I Farnesio (1569-1622), sucedió a su padre como duque de Parma y Piacenza, y fue uno de los posibles herederos al trono portugués durante la crisis sucesoria de 1580 por ser bisnieto de Manuel I de Portugal.
- Eduardo Farnesio (1573-1626), fue cardenal.